# The Division Bell
The Division Bell è il quattordicesimo album in studio del gruppo musicale britannico Pink Floyd, pubblicato il 28 marzo 1994 nel Regno Unito dalla EMI e il 4 aprile dello stesso anno negli Stati Uniti d'America dalla Columbia Records.
Le musiche furono scritte principalmente da David Gilmour e Richard Wright, mentre dal punto di vista testuale, The Division Bell affronta temi quali la mancanza di comunicazione tra le persone. La nuova moglie di Gilmour, Polly Samson, contribuì alla stesura di vari testi. Il brano Wearing the Inside Out vide Wright alla voce solista su un disco dei Pink Floyd per la prima volta dai tempi di The Dark Side of the Moon (1973).

## Registrazione
Nel 1994 il gruppo pubblicò un nuovo disco, il secondo album in studio senza Roger Waters. Il gruppo comprendeva David Gilmour, Nick Mason e nuovamente Richard Wright, ritornato in qualità di componente ufficiale della formazione dopo la sua defezione nel 1979 e il successivo periodo come turnista. Al trio si unirono anche vari collaboratori che avevano partecipato al precedente tour di fine anni ottanta, più altri professionisti come Dick Parry.
Le sedute di registrazione ebbero luogo in varie località, inclusi i Britannia Row Studios di Londra e l'Astoria, casa galleggiante acquistata da Gilmour nel 1986 lungo il Tamigi, vicino ad Hampton Court e trasformata in breve tempo in studio di registrazione. Il team di produzione vede come protagonisti assoluti i Pink Floyd insieme a Bob Ezrin, il sassofonista Dick Parry e l'ingegnere del suono Andy Jackson.
Il tema principale del disco è l'incomunicabilità tra gli individui, problema con cui tutti e tre i componenti avevano avuto, in qualche modo, a che fare tra cause legali sulla questione dei diritti sull'utilizzo del nome del gruppo e divorzi. Proprio su quest'ultimo aspetto, Gilmour, all'epoca, era molto sensibile in quanto reduce dal recente divorzio, dopo quasi 20 anni di matrimonio, con la ex moglie Ginger e dalla fresca relazione iniziata con la giornalista Polly Samson; fu proprio lei a fornirgli lo spunto e lo stimolo per la stesura dei testi, spingendolo ad analizzare ed esternare le sue frustrazioni e i suoi sentimenti nei confronti degli ex compagni di gruppo. Sono, infatti, molti i riferimenti a Waters (come in Lost for Words), alla sua progressiva chiusura verso il mondo e alla sua mania di protagonismo. Non mancano, inoltre, accenni a Syd Barrett (come in Poles Apart).
Gilmour è coautore di quasi tutte le canzoni (alcuni testi delle quali furono scritti anche dalla compagna Polly Samson), ma, per la prima volta dopo molti anni, tutti e tre i componenti forniscono al disco la propria creatività musicale. Vi è il ritorno all'interpretazione vocale di Wright (in Wearing the Inside Out), il quale non cantava brani da solista dal 1973.
Alcuni brani come Marooned, Keep Talking e High Hopes hanno trovato posto in Echoes: The Best of Pink Floyd, la penultima raccolta in studio del gruppo britannico.

## Titolo e copertina

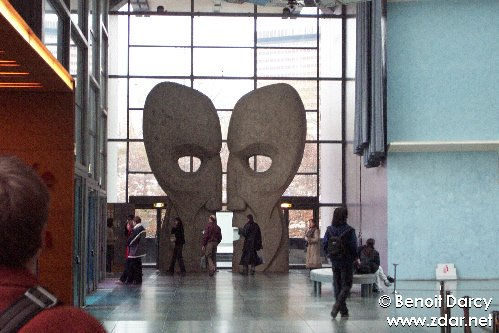
Fotografia tratta dalla mostra Pink Floyd Interstellar tenutasi alla Cité de la musique di Parigi

Nel gennaio del 1994 il gruppo era ancora indeciso su quale titolo assegnare al nuovo album. Nella lista di titoli provvisori presi in considerazione vi erano nomi quali Pow Wow e Down to Earth. Nel corso di una serata, durante una cena con Gilmour, di cui era amico, e Mason, lo scrittore Douglas Adams si offrì di trovare un titolo al disco in cambio di un'offerta di 5 000 sterline da devolvere alla sua associazione benefica preferita, la Environmental Investigation Agency. Egli suggerì l'idea di intitolarlo The Division Bell (parole tratte dal testo di High Hopes, brano presente sul disco), e il gruppo accettò. Il titolo del disco è un riferimento alla "division bell" del parlamento britannico. Lo stesso Adams comparve, come regalo per il suo quarantaduesimo compleanno, in una serata del tour che fece seguito al disco suonando la chitarra ritmica in Brain Damage ed Eclipse (due canzoni tratte da The Dark Side of the Moon).
Il collaboratore di lunga data dei Floyd, Storm Thorgerson, si occupò della grafica di copertina. Ispirandosi a quella del libro del matematico statunitense Norbert Wiener The Human Use of Human Beings del 1950, eresse due grandi teste metalliche in un campo agricolo vicino alla cattedrale di Ely. Le statue furono posizionate in modo da fronteggiarsi vicine l'una verso l'altra, e le fotografò di profilo, formando così, per pareidolia, una terza faccia se viste frontalmente. Le due sculture furono posizionate da Keith Breeden, e costruite da John Robertson. La cattedrale di Ely è visibile sullo sfondo all'orizzonte tra le bocche delle due facce. Le sculture vennero poi conservate nella Rock and Roll Hall of Fame a Cleveland, in Ohio.

## Pubblicazione
L'album venne pubblicato nel Regno Unito dalla EMI Records il 28 marzo 1994, e negli Stati Uniti d'America il 4 aprile, raggiungendo la prima posizione in classifica in entrambi i paesi. Ogni formato presentava una propria grafica specifica con piccole variazioni della stessa foto. La custodia della prima stampa in CD ha il nome "Pink Floyd" scritto in braille sulla costina di sinistra. In alcune pagine nel libretto del CD i numeri di pagina erano scritti in varie lingue:
- 3: "tres" - Spagnolo, e qualche altra lingua romanza come Asturiano e Occitano
- 5: "five" - Inglese
- 7: "सात" (sāt) - Hindi, e qualche altra lingua indo-ariana, come Marathi e Nepali
- 8: "otto" - Italiano
- 11: "elf" - Tedesco, Olandese, Afrikaans
- 13: "jyusan" (十三) - Giapponese trascritto
- 15: "kumi na tano" - Swahili
- 17: "十七" (shíqī) - Cinese
- 19: "dix neuf" - Francese
- 21: "כא" (kaf-alef) - Ebraico in Ghimatriah
- 22: "двадцать два" (dvasat'va) - Russo

The Division Bell fu certificato disco d'argento e d'oro nel Regno Unito il 1º aprile 1994, disco di platino il mese successivo e doppio platino il 1º ottobre. In America, venne certificato oro e doppio platino il 6 giugno 1994, e triplo platino il 29 gennaio 1999. In Italia venne premiato con cinque dischi di platino, rivelandosi l'album più venduto in assoluto durante l'intero anno 1994. Nel 1995 ricevette una candidatura ai BRIT Award nella categoria "Best Album by a British Artist", anche se perse in favore di Parklife dei Blur. Nel marzo dello stesso anno i Pink Floyd ricevettero un Grammy Award come "Best Rock Instrumental Performance" per la traccia Marooned.
Per i brani Take It Back e High Hopes furono realizzati due videoclip che vennero messi in alta rotazione sulle televisioni musicali, nonostante la loro durata sfori rispetto agli standard dei videoclip tradizionali.
Per promuovere l'album, il gruppo intraprese il The Division Bell Tour durante il 1994. Nel 1995 viene pubblicata la testimonianza di quei concerti tramite un doppio CD e un VHS intitolati Pulse; l'edizione doppio DVD uscì invece nel 2006.

### Publius Enigma
Durante il Division Bell Tour del 1994, iniziò a circolare su internet una presunta leggenda metropolitana collegata all'album denominata Publius Enigma ("l'enigma di Publius"), un mistero che prometteva una ricompensa a chi avesse trovato la soluzione. Diversi indizi furono trovati dai fan nell'album stesso (grafica di copertina compresa) e in successive uscite collegate ai Pink Floyd. La soluzione dell'enigma non venne mai svelata e gradualmente anche l'interesse del pubblico verso esso iniziò a scemare fino a quando gli stessi sconosciuti creatori non abbandonarono il progetto che non è mai giunto ad una conclusione ufficiale.
Nell'aprile 2005 il batterista Nick Mason riferendosi esplicitamente al Publius Enigma, suggerì l'idea che tutto fosse stato orchestrato dall'etichetta discografica piuttosto che dai Pink Floyd stessi. Le considerazioni di Mason sembrarono concordare con quanto affermato in una precedente intervista da Marc Brickman, tecnico delle luci e production designer dei Floyd, apparentemente responsabile di aver fatto apparire le parole "ENIGMA PUBLIUS" sullo schermo dietro al gruppo nel corso di un concerto nel New Jersey. Poco tempo dopo però Brickman ritrattò quanto dichiarato.

## Accoglienza
(Roger Waters a proposito di The Division Bell.)
| Recensione           | Giudizio   |
| -------------------- | ---------- |
| AllMusic             |            |
| Entertainment Weekly | D          |
| Piero Scaruffi       |            |
| Robert Christgau     | "Bomb" (F) |
| Rolling Stone        |            |

Nonostante il grande successo commerciale, inizialmente The Division Bell venne incontro a recensioni per lo più negative. Tom Sinclair di Entertainment Weekly diede all'opera una "D", scrivendo: «la cupidigia è l'unica spiegazione plausibile per la pubblicazione di un album così vacuo ed inutile, notevole solo per la sua pomposità rock progressivo e le sonorità new age da voltastomaco». Tom Graves su Rolling Stone criticò aspramente la performance di Gilmour, affermando come i suoi assoli di chitarra «un tempo di cruciale importanza nell'economia della band, articolati, melodici e ben definiti, ora si fossero ridotti a pallida imitazione del passato diventando del tutto trascurabili», aggiungendo poi che «solo in What Do You Want from Me Gilmour suonava come sapeva fare e sembrava lui». Michele Paparelle del mensile Buscadero, così recensì The Division Bell: «Potrebbe essere il successore di Wish You Were Here e nessuno ci troverebbe alcunché da dire... The Division Bell è rilassante come un letto di contenzione, è un ipnotico che rende lucidi, quieti e disperati, lasciando al paziente solo una soluzione, continuare ad assumerlo, per placare l'angoscia...». Molto critico nei confronti dell'album, invece, fu Stefano Ronzani de Il Mucchio Selvaggio che scrisse: «gli ultimi dischi dei Pink Floyd non sono tutti uguali come sembra, ma sono loro stessi delle controfigure e questo vanifica ogni tentativo di rinnovamento. Mason, Gilmour e Wright sono ormai dei musicisti da laboratorio informatico. Non che sia un reato, ma l'esagerata ridondanza di The Division Bell ci fa pensare ad un database mal progettato. Già dall'inizio sembra di trovarci di fronte ad un prodotto divulgativo di una casa di campionatori. Mi chiedo perché insistano con queste robe mastodontiche...». Secondo Rolling Stone Italia, «già dal concept (l'incomunicabilità, ancora?) è una specie di tentativo di riassumere la storia dei Pink Floyd con occhio nostalgico, tanto che tutti i brani bene o male hanno quel sapore di già sentito per il quale non ti ricordi neanche una nota nonostante ripetuti ascolti, ma ti rimane un sentimento fantasmatico di perdita assoluta, la perdita di una delle più grandi band del mondo».
Con il passare degli anni la reputazione dell'album presso la critica è migliorata. Scrivendo sulla rivista Uncut, Graeme Thomson dichiarò quanto segue: «The Division Bell potrebbe essere l'album più sottovalutato dell'intera discografia dei Pink Floyd. Il terzetto di canzoni iniziale è un impressionante ritorno molto vicino all'eterna essenza dei Pink Floyd, e gran parte del resto dei brani possiede una forza e una qualità riflessiva che mostra un genuino senso di unitarietà».

## Tracce
1. Cluster One – 6:00 (musica: Richard Wright, David Gilmour)
2. What Do You Want from Me – 4:21 (testo: Polly Samson, David Gilmour – musica: David Gilmour, Richard Wright)
3. Poles Apart – 7:04 (testo: Polly Samson, David Gilmour, Nick Laird-Clowes – musica: David Gilmour)
4. Marooned – 5:30 (musica: Richard Wright, David Gilmour)
5. A Great Day for Freedom – 4:17 (testo: Polly Samson, David Gilmour – musica: David Gilmour)
6. Wearing the Inside Out – 6:47 (testo: Anthony Moore – musica: Richard Wright)
7. Take It Back – 6:12 (testo: Polly Samson, David Gilmour, Nick Laird-Clowes – musica: David Gilmour, Bob Ezrin)
8. Coming Back to Life – 6:20 (David Gilmour)
9. Keep Talking – 6:10 (testo: Polly Samson, David Gilmour – musica: David Gilmour, Richard Wright)
10. Lost for Words – 5:14 (testo: Polly Samson, David Gilmour – musica: David Gilmour)
11. High Hopes – 8:30 (testo: Polly Samson, David Gilmour – musica: David Gilmour)

## Formazione
Gruppo
- David Gilmour – chitarra, voce, basso, tastiera, programmazione
- Nick Mason – batteria, percussioni
- Richard Wright – tastiera, voce

Altri musicisti
- Jon Carin – programmazione, tastiera aggiuntiva
- Guy Pratt – basso
- Gary Wallis – percussioni, programmazione percussioni
- Tim Renwick – chitarra
- Dick Parry – sassofono tenore
- Bob Ezrin – tastiera, percussioni
- Sam Brown, Durga McBroom, Carol Kenyon, Jackie Sheridan, Rebecca Leigh-White – cori

Produzione
- Bob Ezrin, David Gilmour – produzione
- Andrew Jackson – ingegneria del suono
- Michael Kamen – arrangiamenti orchestrali
- Edward Shearmur – orcherstrazioni
- Steve McLoughlin – registrazione orchestra
- Chris Thomas – missaggio
- Tony May, Rupert Truman, Stephen Piotrowski – fotografie
- Peter Curzon, Ian Wright – grafiche

## Classifiche

### Classifiche settimanali
| Classifica (1994-2021) | Posizione massima |
| ---------------------- | ----------------- |
| Argentina              | 1                 |
| Australia              | 1                 |
| Austria                | 1                 |
| Belgio                 | 1                 |
| Canada                 | 1                 |
| Danimarca              | 1                 |
| Europa                 | 1                 |
| Finlandia              | 2                 |
| Francia                | 1                 |
| Germania               | 1                 |
| Italia                 | 1                 |
| Norvegia               | 1                 |
| Nuova Zelanda          | 1                 |
| Paesi Bassi            | 1                 |
| Portogallo             | 23                |
| Regno Unito            | 1                 |
| Spagna                 | 1                 |
| Stati Uniti            | 1                 |
| Svezia                 | 1                 |
| Svizzera               | 1                 |

### Classifiche di fine anno
| Classifica (1994) | Posizione |
| ----------------- | --------- |
| Australia         | 19        |
| Austria           | 2         |
| Canada            | 6         |
| Francia           | 7         |
| Germania          | 3         |
| Italia            | 1         |
| Nuova Zelanda     | 3         |
| Paesi Bassi       | 8         |
| Regno Unito       | 6         |
| Stati Uniti       | 20        |
| Svezia            | 19        |
| Svizzera          | 3         |